# Swatzke- und Skabyberge
Das Naturschutzgebiet Swatzke- und Skabyberge liegt auf dem Gebiet der Gemeinde Spreenhagen im Landkreis Oder-Spree in Brandenburg.
Das Gebiet mit der Kenn-Nummer 1537 wurde mit Verordnung vom 11. Oktober 1999 unter Naturschutz gestellt. Das rund 520 ha große Naturschutzgebiet erstreckt sich südlich von Hartmannsdorf, einem Ortsteil von Spreenhagen. Unweit nördlich fließt der Oder-Spree-Kanal und etwas weiter nördlich die Spree. Östlich verläuft die Landesstraße L 23 und südlich die A 12. Etwas nordwestlich erstreckt sich der Triebschsee, ebenfalls ein NSG. Südlich der Swatzke- und Skabyberge entspringt der Skabyer Torfgraben, der in seinem Unterlauf ebenfalls zu einem Naturschutzgebiet gehört und anschließend in die Dahme mündet. Die höchsten Erhebungen sind die 51 m ü. NHN hohen Swatzkeberge und die 50,8 m ü. NHN hohen Kleinen Skabyberge. 

## Naturschutz

### Natura-2000- und FFH-Gebiet
Das NSG Swatzke- und Skabyberge ist Teil des kohärenten europäischen ökologischen Netzes besonderer Schutzgebiete Natura 2000. Der Steckbrief des Bundesamtes für Naturschutz (BfN) enthält für das 459,04 Hektar umfassende FFH-Gebiet unter der Nummer 3649-301 folgende Charakterisierung:

„umfangreicher Binnendünenkomplex mit ausgedehnten Sandheiden und Trockenrasen im Verbund mit natürlichen Flechtenkiefernwäldern und kleineren randlichen Moorbereichen auf ehemaligem Truppenübungsplatz der WGT. Steckbrief FFH-Gebiet Swatzke- und Skabyberge.“

## Flora und Fauna

### Pflanzen
Unter den Lebensraumtypen listet der FFH-Steckbrief folgende Pflanzen- beziehungsweise Waldgesellschaften auf: Übergangs- und Schwingrasenmoore (Natura 2000-Code 7140; Caricion lasiocarpae und Rhynchosporion albae), Moorwälder (91D0), Mitteleuropäische Flechten-Kiefernwälder (91T0), Sandheiden mit Besenheide und Ginster auf Binnendünen (2310; Dünen im Binnenland, alt und kalkarm) und Offene Grasflächen mit Silbergras und Straußgras auf Binnendünen (2330; Cornephorus und Agrostis).

### Tiere
Nach Anhang II der Flora-Fauna-Habitat-Richtlinie und der Verordnung des Landes sind einschließlich ihrer für Fortpflanzung, Ernährung, Wanderung und Überwinterung wichtigen Lebensräume besonders geschützt: unter den Säugetieren das Große Mausohr (Myotis myotis).